# NGC 823
NGC 823 = IC 1782 ist eine elliptische Galaxie vom Hubble-Typ E/S0 im Sternbild Fornax am Südsternhimmel. Sie ist schätzungsweise 196 Millionen Lichtjahre von der Milchstraße entfernt und hat einen Durchmesser von etwa 100.000 Lichtjahren.
Das Objekt wurde am 14. Oktober 1830 von dem Astronomen John Herschel entdeckt.